# 1964-es magyar asztalitenisz-bajnokság
Az 1964-es magyar asztalitenisz-bajnokság a negyvenhetedik magyar bajnokság volt. A bajnokságot április 17. és 19. között rendezték meg Budapesten, a Nemzeti Sportcsarnokban.

## Eredmények
| Versenyszám  | Arany                                                             | Arany | Ezüst                                                                     | Ezüst | Bronz | Bronz |
| ------------ | ----------------------------------------------------------------- | ----- | ------------------------------------------------------------------------- | ----- | --- | ----- |
| Férfi egyéni | Berczik Zoltán Vasútépítő Törekvés                                |       | Rózsás Péter Vasútépítő Törekvés                                          |       | Pigniczki László Bp. SpartacusKovács Ferenc Bp. Postás                                                          |       |
| Női egyéni   | Lukács Attiláné Földgép SK                                        |       | Földyné Kóczián Éva Bp. Vörös Meteor                                      |       | Kerekes Imréné Bp. Vörös MeteorSzarvas Miklósné VM Közért                                                       |       |
| Férfi páros  | Faházi János, Pigniczki László Bp. Vörös Meteor, Bp. Spartacus    |       | Berczik Zoltán, Rózsás Péter Vasútépítő Törekvés                          |       | Kovács Ferenc, Harcsár István Bp. Postás, VM KözértPapp József, Volentics Lajos Aknamélyítő Bányász             |       |
| Női páros    | Földyné Kóczián Éva, Lukács Attiláné Bp. Vörös Meteor, Földgép SK |       | Grigássy Enikő, Vörös Gabriella Bp. Vörös Meteor                          |       | Szarvas Miklósné, Marosvölgyi Éva VM KözértPoór Éva, Séra Judit Ferencvárosi TC                                 |       |
| Vegyes páros | Rózsás Péter, Lukács Attiláné Vasútépítő Törekvés, Földgép SK     |       | Berczik Zoltán, Földyné Kóczián Éva Vasútépítő Törekvés, Bp. Vörös Meteor |       | Kocsis Gyula, Csőke Gabriella Csepel SC, Bp. PostásPigniczki László, Balatoni Tiborné Bp. Spartacus, Földgép SK |       |